# Croton lauioides
Espèce
Croton lauioides est une espèce de plantes à fleurs du genre Croton et de la famille Euphorbiaceae présente sur Hainan.
Il a pour synonymes :
- Croton olivaceus, Y.T.Chang et P.T.Li, 1988
- Croton sanyaensis, Z.L.Xu